# Pietro Colonna Pamphili
Pietro Colonna Pamphili (ur. 7 grudnia 1725 w Rzymie, zm. 4 grudnia 1780 w Weronie) – włoski kardynał.

## Życiorys
Pochodził ze znanego rodu Colonna; był jednym z piętnaściorga dzieci Fabrizia Colonny i Cateriny Zefiriny Salviati oraz bratem kardynała Marcantonia Colonny. W młodości studiował na Sapienzy, gdzie uzyskał doktorat utroque iure w lipcu 1750. Niezwłocznie, został członkiem Kamery Apostolskiej, protonotariuszem i referendarzem Najwyższego Trybunału Sygnatury Apostolskiej. Był uważany za człowieka rozważnego i bystrego. 22 grudnia 1759 przyjął święcenia diakonatu, a 27 stycznia 1760 – prezbiteratu. Następnego dnia został wybrany arcybiskupem Rodos, a sakrę przyjął 16 lutego. W latach 1760–1766 pełnił także rolę nuncjusza apostolskiego we Francji. 26 września 1766 został kreowany kardynałem i otrzymał diakonię Santa Maria in Trastevere. W 1776 został protektorem zakonu augustianów, a od 17 lutego 1777 do 30 marca 1778 był kamerlingiem Kolegium Kardynałów. Zmarł w Weronie, podczas ceremonii zaślubin swojego bratanka, Filippo Colonny.